# Jana Kučeríková
Jana Kučeríková (verheiratete Bauckmannová; * 30. April 1964) ist eine ehemalige tschechische Mittel- und Langstreckenläuferin.
Für die Tschechoslowakei startend schied sie bei den Europameisterschaften 1986 in Stuttgart über 3000 Meter im Vorlauf aus. 1990 wurde sie bei den Europameisterschaften in Split Achte über 1500 Meter und scheiterte über 3000 Meter erneut in der Vorrunde. Bei den Weltmeisterschaften 1991 in Tokio kam sie über beide Distanzen nicht über die Vorläufe hinaus.
Dreimal wurde sie tschechoslowakische Meisterin über 1500 Meter (1983, 1985, 1990) und fünfmal über 3000 Meter (1986, 1987, 1989–1991), 1996 und 1997 wurde sie tschechische Meisterin über 5000 Meter. In der Halle holte sie 1987 den tschechoslowakischen Titel über 3000 Meter. 1995 und 1997 wurde sie tschechische Hallenmeisterin über 3000 Meter, 1997 außerdem über 1500 Meter.
Fünfmal siegte sie bei der Corrida Bulloise (1989, 1990, 1993–1995) und einmal beim Basler Stadtlauf (1990). 2003 und 2004 gewann sie beim Dresden-Marathon auf der 10-km-Strecke.
Ihre ebenfalls als Langstreckenläuferin erfolgreiche Zwillingsschwester Alena Močáriová startete ab 1993 für die Slowakei.

## Persönliche Bestzeiten
- 1500 m: 4:09,52 min, 30. August 1990, Split
- 1 Meile: 4:35,67 min, 4. Juni 1991, Bratislava
- 3000 m: 8:54,61 min, 11. August 1990, Miskolc (ehemaliger tschechischer Rekord)
  - Halle: 9:11,89 min, 7. Februar 1987, Jablonec nad Nisou
- 5000 m: 15:55,55 min, 14. Juni 1986, Bratislava
- 10.000 m: 33:09,3 min, 26. August 1988, Banská Bystrica (ehemaliger tschechischer Rekord)